# Croatia Open Umag 2017
Croatia Open Umag 2017, oficiálním sponzorským názvem Plava Laguna Croatia Open Umag 2017, byl tenisový turnaj pořádaný jako součást mužského okruhu ATP World Tour, který se hrál na otevřených antukových dvorcích Mezinárodního tenisového centra. Probíhal mezi 17. až 23. červencem 2017 v chorvatském Umagu jako dvacátý osmý ročník turnaje.
Turnaj s rozpočtem 540 310 eur patřil do kategorie ATP World Tour 250. Nejvýše nasazeným hráčem ve dvouhře se stal třináctý tenista světa David Goffin z Belgie, kterého ve čtvrtfinále vyřadil Andrej Rubljov. Jako poslední přímý účastník do hlavní singlové soutěže nastoupil italský 109. hráč žebříčku Alessandro Giannessi, jenž prošel až do semifinále.
Premiérové turnajové vítězství na okruhu ATP Tour dosáhl 19letý Rus Andrej Rubljov, když vyhrál singlovou soutěž. Stal se tak sedmým šťastným poraženým vítězem turnajů ATP a prvním od triumfu Rajeeva Rama v Newportu 2009. První společnou trofej z deblových soutěží si odvezl argentinský pár Guillermo Durán a Andrés Molteni.

## Rozdělení bodů a finančních odměn

### Rozdělení bodů
| Soutěž  | vítězové | finalisté | semifinalisté | čtvrtfinalisté | 16 v kole | 32 v kole | Q  | Q2 | Q1 |
| ------- | -------- | --------- | ------------- | -------------- | --------- | --------- | -- | -- | -- |
| dvouhra | 250      | 150       | 90            | 45             | 20        | 0         | 12 | 6  | 0  |
| čtyřhra | 250      | 150       | 90            | 45             | 0         | —         | —  | —  | —  |

### Finanční odměny
| Soutěž                              | vítězové | finalisté | semifinalisté | čtvrtfinalisté | 16 v kole | 32 v kole | Q2     | Q1     |
| ----------------------------------- | -------- | --------- | ------------- | -------------- | --------- | --------- | ------ | ------ |
| dvouhra                             | €85 945  | €45 265   | €24 520       | €13 970        | €8 230    | €4 875    | €2 195 | €1 100 |
| čtyřhra                             | €26 110  | €13 730   | €7 440        | €4 260         | €2 490    | —         | —      | —      |
| částka ve čtyřhře je uvedena na pár |          |           |               |                |           |           |        |        |

## Mužská dvouhra

### Nasazení
| Stát                            | Hráč          | ATP | Nasazení |
| ------------------------------- | ------------- | --- | -------- |
| Belgie                          | David Goffin  | 13  | 1        |
| Francie                         | Gaël Monfils  | 14. | 2.       |
| Itálie                          | Fabio Fognini | 29. | 3.       |
| Itálie                          | Paolo Lorenzi | 33. | 4.       |
| Francie                         | Gilles Simon  | 36. | 5.       |
| Chorvatsko                      | Borna Ćorić   | 45. | 6.       |
| Francie                         | Benoît Paire  | 46. | 7.       |
| Česko                           | Jiří Veselý   | 48. | 8.       |
| Žebříček ATP k 3. červenci 2017 |               |     |          |

### Jiné formy účasti
Následující hráči obdrželi divokou kartu do hlavní soutěže:
- Ivan Dodig
- David Goffin
- Marc Polmans

Následující hráči postoupili z kvalifikace:
- Attila Balázs
- Kenny de Schepper
- Marco Trungelliti
- Miljan Zekić

Následující hráč postoupil z kvalifikace jako tzv. šťastný poražený:
- Andrej Rubljov

### Odhlášení
před zahájením turnaje
- Borna Ćorić → nahradil jej  Andrej Rubljov
- Andreas Haider-Maurer → nahradil jej  Alessandro Giannessi
- Martin Kližan → nahradil jej  Andrej Martin
- Philipp Kohlschreiber → nahradil jej  Marco Cecchinato
- Júiči Sugita → nahradil jej Norbert Gombos

## Mužská čtyřhra

### Nasazení
| Stát                                                                       | Hráč             | Stát       | Hráč           | ATP  | Nasazení |
| -------------------------------------------------------------------------- | ---------------- | ---------- | -------------- | ---- | -------- |
| Bělorusko                                                                  | Max Mirnyj       | Kanada     | Daniel Nestor  | 66.  | 1        |
| Chorvatsko                                                                 | Ivan Dodig       | Chorvatsko | Franko Škugor  | 100. | 2.       |
| Argentina                                                                  | Guillermo Durán' | Argentina  | Andrés Molteni | 132. | 3.       |
| USA                                                                        | James Cerretani  | USA        | Max Schnur     | 188. | 4.       |
| Žebříček ATP k 3. červenci 2017; číslo je součtem umístění obou členů páru |                  |            |                |      |          |

### Jiné formy účasti
Následující páry obdržely divokou kartu do hlavní soutěže:
- Borna Ćorić /  Nino Serdarušić
- Marin Draganja /  Tomislav Draganja

### Odhlášení
před zahájením turnaje
- Borna Ćorić
- João Sousa

## Přehled finále

### Mužská dvouhra
- Fabio Fognini vs.  Andrej Martin, 6–4, 6–1

### Mužská čtyřhra
- Martin Kližan /  David Marrero vs.  Nikola Mektić /  Antonio Šančić, 6–4, 6–2